# Haut-Koenigsbourg
O Haut-Koenigsbourg, também conhecido como Hochkönigsburg, é um castelo medieval construído no século XII. Está localizado na comuna de Orschwiller, no departamento de Baixo Reno, na região de Grande Leste, na França. Foi construído no topo do penhasco Staufenberg, a 757 metros acima do nível do mar.

## História
No ano de 1145, o castelo é construído a mando de Frederico II da família Hohenstaufen da Suábia, que o chamou o castelo de Kœnigsburg (castelo do rei). Passou por diversos proprietários até se tornar um covil de bandidos. No ano de 1462, Basileia e Estrasburgo formam uma liga e tomam o castelo. E em 1479, os condes de Thierstein restauram a edificação.
Em 1633, durante a Guerra dos Trinta Anos, os suecos tomam o castelo e o destroem, e permanece em ruínas até 1899, período em que a cidade de Alsácia estava sob domínio dos alemães, e o imperador alemão Guilherme II decide restaurar o castelo. E entre os anos de 1901 e 1908, o castelo é restaurado pelo arquiteto Bodo Ebhardt e pelo pintor Léo Schnug, restituindo ao seu aspecto do século XV. A inauguração do castelo ocorreu em 13 de maio de 1908, com a presença do imperador e um grande desfile.
No ano de 1919, o castelo se torna propriedade da França. Na data de 11 de fevereiro de 1993, o castelo foi decretado como Monumento Histórico. E em 1 de janeiro de 2007, o Ministério da Cultura passa a propriedade do castelo para o Departamento de Baixo Reno.

## Reconstrução
Para facilitar a reconstrução do castelo, foi construído uma estação de bomba d'água movida a gasolina, um trem à vapor para transporte de pedras da pedreira para o castelo, um triturador de arenito movido a motor â vapor e foi utilizado guindastes mecânicos.
O castelo foi construído em arenito e silhar, A cobertura possui telhados de duas águas e telhados cônicos.com telhas planas e telhas ocas.
O Hohkönigsburgverein (Sociedade do Haut-Kœnigsbourg), grupo formado por professores universitários, arquitetos e arqueólogos, foram os responsáveis pelo acervo mobiliário, incluindo armas e tapeçarias. Trouxeram peças de Alsácia, Lorena, Suíça e Tirol.

## Estrutura
O castelo ocupa uma área com 270 metros de comprimento e 40 metros de largura, e é circundado por uma muralha. O acesso é feito pelo portão principal (porte d'honneur) que dá ao pátio inferior (cour basse). Acima do portão principal, se encontra o brasão de armas de Carlos V, e logo acima, o brasão de Guilherme II.
No pátio inferior há a Casa Alsaciana, os estábulos, a forja, um moinho de vento e uma fonte. Na torre "tour du départ de la rampe", acima da porta, há o brasão de armas dos Tierstein e logo acima o brasão do Barão de Bollwiller. A Torre do Poço é acessada por uma ponte que leva até a Porta dos Leões (porte des lions) e ao Pátio Interno (cour intérieure).
O primeiro pavimento do edifício principal é dividido em ala norte e ala sul, ambas com diversas salas. No segundo pavimento está o quarto da imperatriz (Lorraine Chamber) e do imperador (Kaiser Chamber). No quarto do imperador há o brasão de armas dos Hohenzollerns e é decorado com afrescos e uma águia imperial.

## Turismo
O castelo é aberto ao público todos os dias da semana, com entrada paga. Possui estacionamento gratuito, um restaurante e uma loja de souvenir no local. No acervo do castelo há móveis e armas dos séculos XV, XVI e XVII. A visita pode ser feita por conta própria ou guiada. Para deficientes visuais, há áudios-guia em alemão, guias em fonte ampliada, modelos de relevo e explicações em braille. Para deficientes auditivos há vídeos guia na língua de sinais alemã.